# 戴震藏书楼
戴震藏书楼位于中国安徽省黄山市屯溪区西北郊的隆阜中街，紧靠横江码头，是一座清代民居，名为“摇碧楼”，面积108平方米。1924年，清代著名学者戴震的后裔购下此楼，开办“戴氏私立东原图书馆”，收藏戴震藏书9167册。1982年改为戴震纪念馆。由于此处已被列为危房，交通偏僻，游人稀少，2003年，戴震纪念馆搬迁至市区屯溪老街立新巷1号新址。。
戴震藏书楼已公布为黄山市文物保护单位。